# Sobennikoffia humbertiana
Sobennikoffia humbertiana é uma espécie de orquídea, família Orchidaceae, que habita o centro sul e sudoeste de Madagascar. É uma planta litófita bastante robusta, monopodial, com caule e folhas longos, e inflorescência racemosa com flores brancas de sépalas e pétalas livres, e longo nectário na parte de trás de seu labelo afunilado.